# منتخب الكويت لكرة السلة
منتخب الكويت لكرة السلة هو ممثل الكويت الرسمي في المنافسات الدولية في كرة السلة. ينتمي إلى منطقة الاتحاد الآسيوي لكرة السلة. انضم إلى الاتحاد الدولي لكرة السلة في عام 1959.

## البطولات التي شارك فيها
- بطولة آسيا لكرة السلة